# مکسول پرکینز

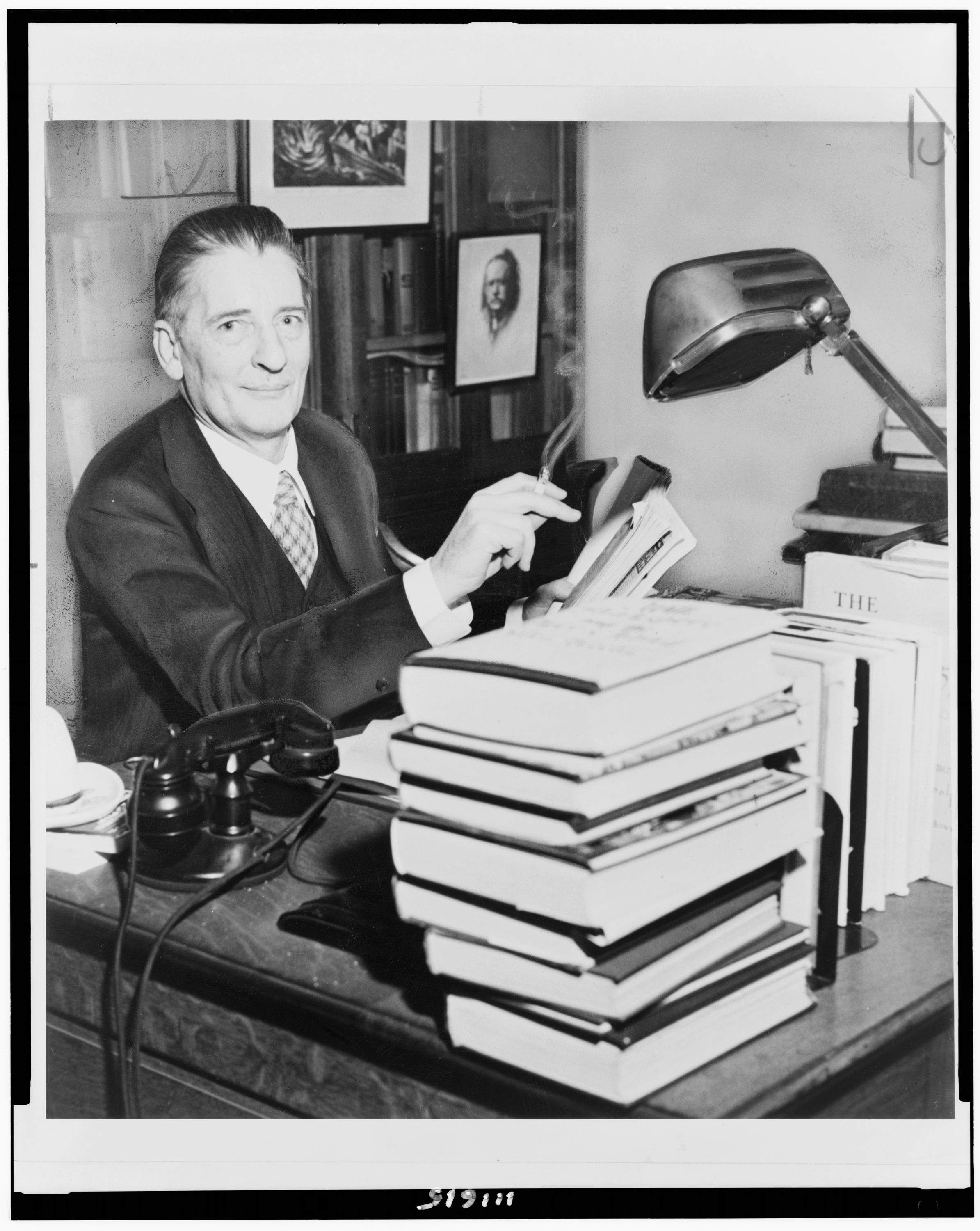
مکس پرکینز

ویلیام مکسول اوارتس «مکس» پرکینز (انگلیسی: William Maxwell Evarts "Max" Perkins؛ ۲۰ سپتامبر ۱۸۸۴ – ۱۷ ژوئن ۱۹۴۷) ویراستار آثار ارنست همینگوی، اف. اسکات فیتزجرالد و توماس وولف بود. از او به عنوان معروف‌ترین ویراستار ادبی یاد می‌شود.
زندگی‌نامهٔ وی در فیلم درام نابغه، اثر مایکل گرندیج، با بازی کالین فرث در نقش وی؛ به تصویر کشیده شده است. این فیلم داستان واقعی رابطهٔ پیچیدهٔ توماس وولف، نویسندهٔ آمریکایی با مکس پرکینز، ویراستار کارهای او را به تصویر می‌کشد.